# Cara de pato

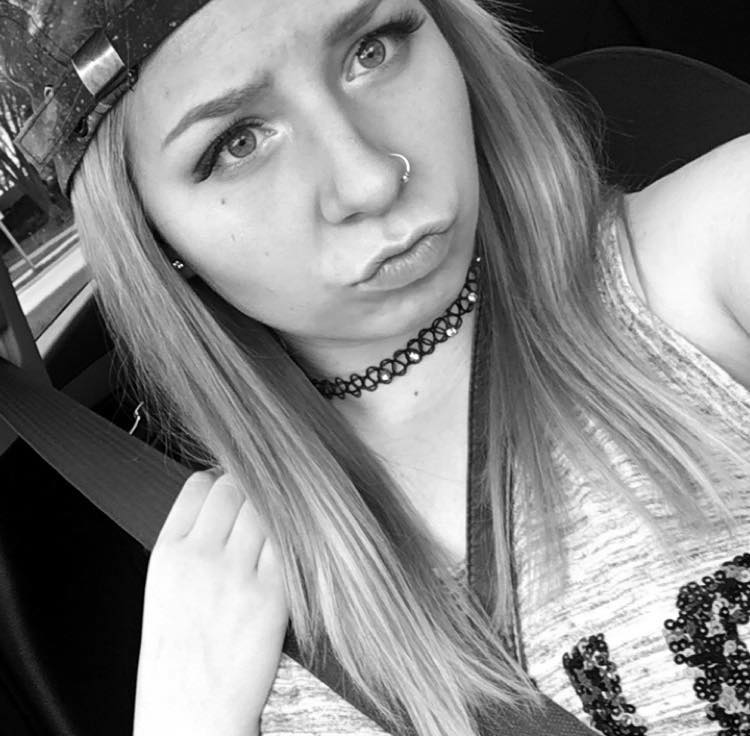
mujer con "cara de pato"

La cara de pato o labios de pato, en inglés duck face, son una pose fotográfica bastante popular usada en redes sociales. Los labios son unidos en un punto y a menudo, simultáneamente se «chupan» las mejillas. La pose es más a menudo vista como simulando un beso o un intento de parecer atractivo.
En 2015 un estudio encontró que las personas que posan en las fotos con la «cara del pato» están más asociadas con el neuroticismo y la inestabilidad emocional. Según un estudio hecho por el sitio de citas en línea OkCupid, los usuarios expresaron más interés hacia mujeres cuyas fotos de perfil se mostraban sonriendo, que hacia las que posaban con «cara de pato».
En estudios sobre la comunicación animal de los monos capuchinos, la «cara de pato» es expuesta por las hembras en la fase proceptiva antes del apereamiento.
OxfordDictionaries.com añadió «duck face» como una palabra nueva en 2014 a su lista de palabras actuales modernas, pero no ha sido añadida al Oxford English Dictionary.